# Mario Barravecchia
Mario Barravecchia, ou Mario, né le 16 novembre 1976 à Montegnée (Saint-Nicolas, province de Liège en Belgique)[réf. nécessaire], est un chanteur et agent immobilier belgo-italien. Il est connu pour sa participation en 2001 à la première saison de Star Academy.

## Biographie
Sous le nom de Ricky Florian, il sort en Belgique les singles Il faisait Wo-Oh-Oh en 1992 et Mal de toi en 1993. À l'époque, il passe occasionnellement dans l'émission 10 qu'on aime sur RTL TVI, se produit lors de braderies et vend des concerts,. En 1997, il fait partie du boys band belge s-kiss resté confidentiel et également composé de Sébastien C. et David M,,.
En 1999, il s'installe à Paris et en 2001, il participe au casting de la première saison de Star Academy et se retrouve en finale avec Jenifer, cette dernière la remporte,. En 2002, il pose sa voix sur le duo Je garde de l'album Jenifer de Jenifer. Il s'est ensuivi alors un album et quatre singles.
Mario Barravecchia vit depuis 2004 en Bourgogne.
En 2006, il intègre Salut Joe, un spectacle hommage à Joe Dassin à l'affiche du Cirque d'hiver Bouglione,. En 2010, il sort l'album Intimo.
En 2010, il suspend sa carrière musicale, se consacre à une activité de patron de presse créant Welcome Magazine et organise le Côte-d'Or Festival Song,. Entre 2014 et 2019, il est cogérant et associé dans le bar de nuit dijonnais nommé villa Messner,.
En 2019, il tente un retour dans la musique, en se produisant lors de l'élection de Miss Belgique 2019,.
En 2020, il annonce avoir demandé la nationalité française pour se présenter aux élections municipales à Beaune sous l'étiquette Agir. Il obtient en mars 2020 un score de 4,74 % (285 voix), le plaçant en dernière position.
Mario Barravecchia est agent immobilier à Beaune,, dans l'agence qu'il a créée en 2021. En 2022, il participe au titre Les Italo-Américains de l'album En duo de Frédéric François,.

### Justice
La Meuse révèle le 16 janvier 2002 que Mario Barravecchia est signalé depuis janvier 2000 en Belgique au bulletin central de signalement pour des faits d'escroquerie, de faux, d'abus de confiance et de grivèlerie,. En tant que gérant de la société First Event Agency, le jeune homme aurait emprunté à un particulier un montant de 37 000 € pour monter la tournée du chanteur Allan Theo,. Celle-ci n'aura pas lieu car elle n'a alors pas attiré le public. Une plainte est déposée contre le jeune Belge, contre son associé Patrick Samoy et contre Glem car cette somme n'a pas été restituée. Fin 2002, il bénéficie d'un non-lieu dans cette affaire.
En mars 2002, son nom est cité à la suite d'une perquisition durant laquelle une arme est retrouvée chez Patrick Samoy, l'homme dont une société nommée Art Guest Company a comme administrateur délégué Mario Barravecchia. Avant d'être déclarée en faillite, celle-ci reçoit un prêt de 61 973 € pour monter quelques manifestations artistiques, prêt qui n'a jamais été remboursé.
En 2005, il est condamné à une amende de 1 239 € et à une peine de 6 mois de prison par le tribunal correctionnel de Liège,. Il s'agit de la confirmation d'une précédente condamnation : il a été condamné en 2004 à six mois de prison ferme pour avoir commis en 1999 un faux, ne pas avoir déposé les comptes, ne pas avoir fait aveu de faillite et ne pas avoir avisé de son changement d'adresse,. En 2006, la cour d'appel de Liège poursuit sept prévenus pour détournements, organisation de l'insolvabilité, faux, bris de scellés, avoir omis de déclarer la faillite, de se rendre aux convocations et de signaler le changement d'adresse.
En 2002, il est attaqué pour n'avoir pas respecté une clause d'exclusivité qu'il avait signée en 1997 dans le boys band s-kiss,. Ses anciens producteurs — au sein des deux petites sociétés Magstar et Temega — demandent une indemnité de 1,25 million d'euros à Universal Music Group,. Le procès débute en 2003 et se poursuit en cour d'appel,.

## Discographie

### Albums
- 2002 : Mario Barravecchia
- 2010 : Intimo

### Singles
- 1993 : Mal de toi
- 2002 : On se ressemble
- 2002 : De tes propres ailes
- 2003 : Cosa ne sai (en duo avec Lydia Castorina)
- 2004 : Una storia importante

### Albums collectifs
- 2001 : Star Academy : L'album
- 2002 : Star Academy : Le live
- 2006 : Salut Joe

## Publication
- Mario Barravecchia et Philippe Hébrard (préf. Nikos Aliagas), Mon père, ma bataille, Gennevilliers, Prisma Media, 2023, 195 p. (ISBN 978-2810438259)